# 博特坎普湖

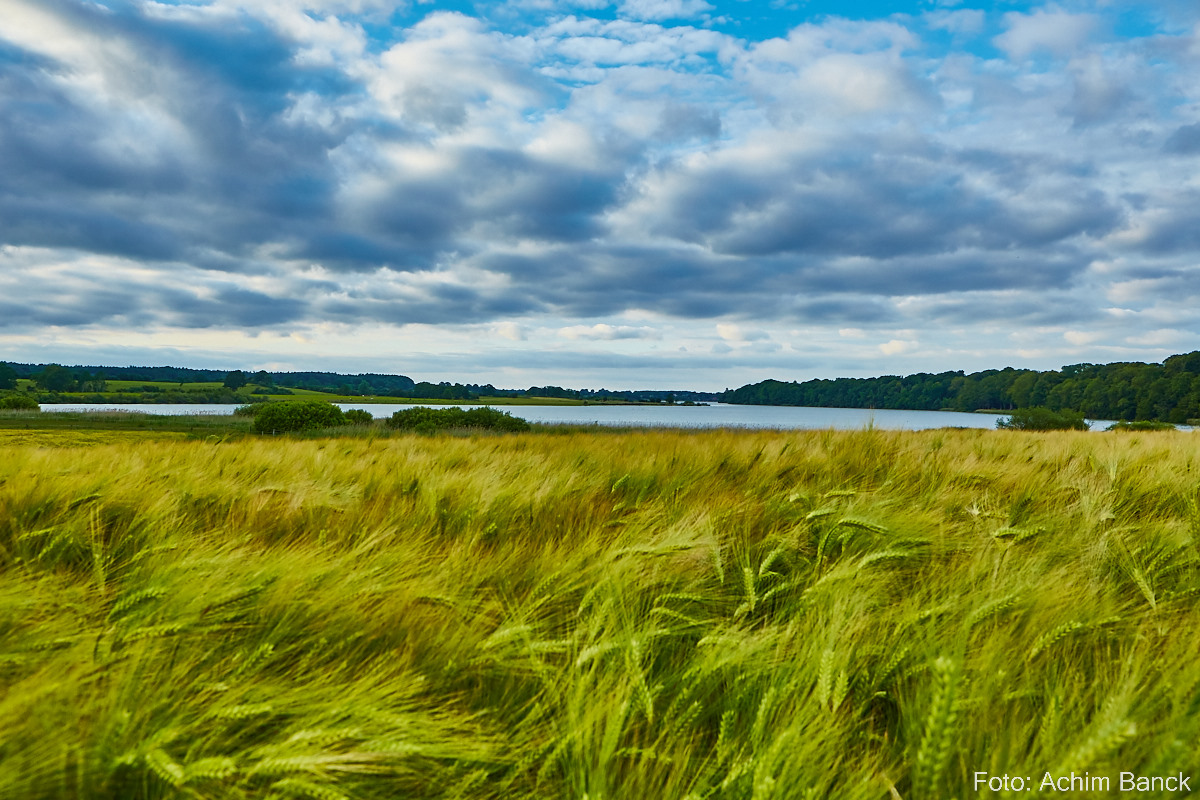

54°12′18″N 10°7′44″E / 54.20500°N 10.12889°E
博特坎普湖（德語：Bothkamper See），是德國的湖泊，位於該國北部石勒蘇益格-荷爾斯泰因州，由普倫縣負責管轄，面積1.4平方公里，海拔高度23.6米，平均水深1.2米，最大水深2.5米，水體容量157萬立方米，湖岸線長度8.3公里。